# Miss USA 2004
El certamen de Miss USA 2004  fue celebrado en el Kodak Theatre en Hollywood, California el 12 de abril de 2004.  La ganadora del certamen de bellezas fue Shandi Finnessey, que se convirtió en la primera ganadora del estado de Misuri en ganar Miss USA. Finnessey fue coronada por la saliente Miss USA Susie Castillo, de Massachusetts.
El certamen fue presentado por Billy Bush y Nancy O'Dell, la primera vez que juntos conducen el certamen.  Bush había conducido el certamen de Miss USA 2003 y Miss Universo 2003.
Por primera vez desde 1970 compitieron en la competencia final, aunque no todas las semifinales compitieron en los concursos de traje de baño y gala. Después del formato establecido en Miss Universo 2003 y Miss Teen USA 2003, el top quince fue reducido a diez después de la competencia de gala, y después a cinco después de competir en traje de baño. Esta fue la primera vez que las concursantes no tuvieron la oportunidad en participar en ambas competencias.  También fue la primera vez desde 1984 que dos de las 5 finalistas fueron ganadoras de los certámenes estatales de Miss America. En 1984, el top 3 fueron ganadoras estatales de Miss America.

## Resultados
| Resultado final   | Candidata |
| ----------------- | --- |
| Miss USA 2004     | - Misuri - Shandi Finnessey |
| Primera finalista | - Carolina del Sur - Amanda Pennekamp |
| Segunda finalista | - Carolina del Norte - Ashley Puleo |
| Tercera finalista | - Oklahoma - Lindsey Hill |
| Cuarta finalista  | - Tennessee - Stephanie Culberson |
| Top 10            | - Alabama - Tara Darby - Florida - Kristen Berset - Georgia - Caroline Medley - Idaho - Kimberly Weible - Oregón - Jennifer Murphy                    |
| Top 15            | - Arizona - Daniella Demski - New Hampshire - Vanessa Bissanti - New Mexico - Jenna Hardin - Texas - Sthepanie Guerrero - Washington - Tara McCormick |

### Premios especiales
- Miss Fotogénica: Amanda Pennekamp Carolina del Sur
- Miss Simpatía:Michelle Fongemie Vermont

## Delegadas
Las delegadas del concurso de Miss USA 2004 fueron:
| - Alabama - Tara Darby - Alaska - Cari Leyva - Arizona - Danielle Demski - Arkansas - Jennifer Sherrill - California - Ellen Chapman - Colorado - Janel Haw - Connecticut - Sheila Wiatr - Delaware - Courtney Purdy - District of Columbia - Tiara Christen Dews - Florida - Kristen Berset - Georgia - Caroline Medley - Hawaii - Justine Michioka - Idaho - Kimberly Glyn Weible - Illinois - Molly Graham - Indiana - Stephanie "Steffi" Keusch - Iowa - Brooke Hansen - Kansas - Lisa Forbes - Kentucky - Lauren Stengel - Louisiana - Melissa McConnell - Maine - Mackenzie Davis - Maryland - Tia Shorts - Massachusetts - Maria Lekkakos - Michigan - Stacey Lee - Minnesota - Jessica Dereschuk - Mississippi - Beth Richards - Missouri - Shandi Finnessey | - Montana - Molly Flynn - Nebraska - Guerin Austin - Nevada - Victoria Franklin - New Hampshire - Vanessa Bissanti - New Jersey - Janaye Ingram - New Mexico - Jenna Hardin - New York - Jaclyn Nesheiwat - North Carolina - Ashley Puleo - North Dakota - Jennifer Smith - Ohio - Lauren Kelsey Hall - Oklahoma - Lindsey Hill - Oregón - Jennifer Murphy - Pennsylvania - Nicole Georghalli - Rhode Island - Sarah Rose Bettencourt - South Carolina - Amanda Pennekamp - South Dakota - Andrea Parliament - Tennessee - Stephanie Culberson - Texas - Stephanie Guerrero - Utah - Kyla Faye Dickerson - Vermont - Michelle Fongemie - Virginia - Kristi Lauren Glakas - Washington - Tara McCormick - West Virginia - Carolyn Jennings - Wisconsin - Jenna Shultz - Wyoming - Katie Rudoff |  |

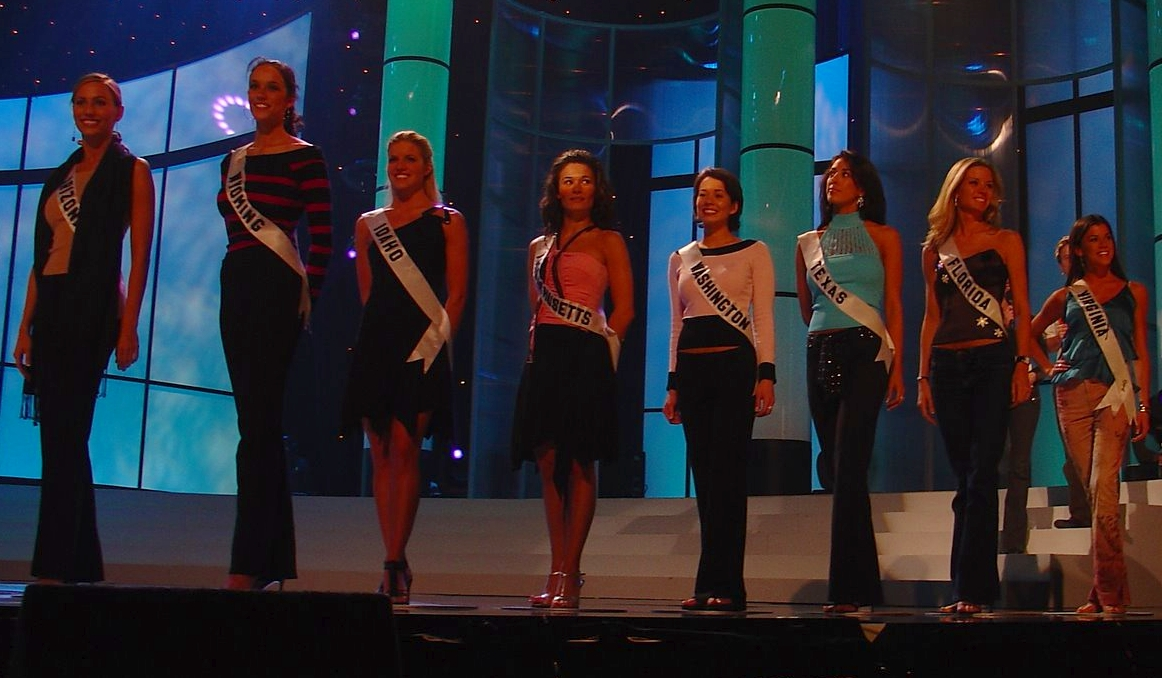
Candidatas de Miss USA durante los ensayos

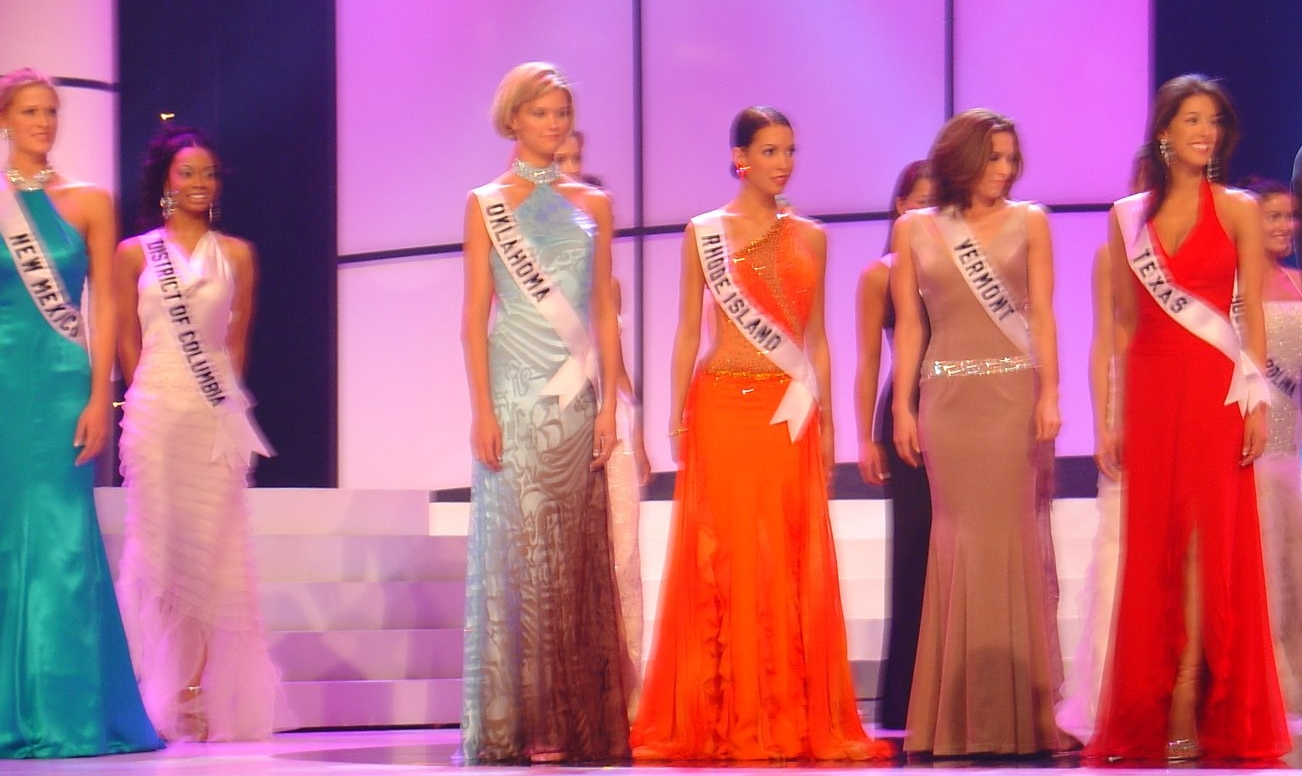
Candidatas de Miss USA durante los ensayos

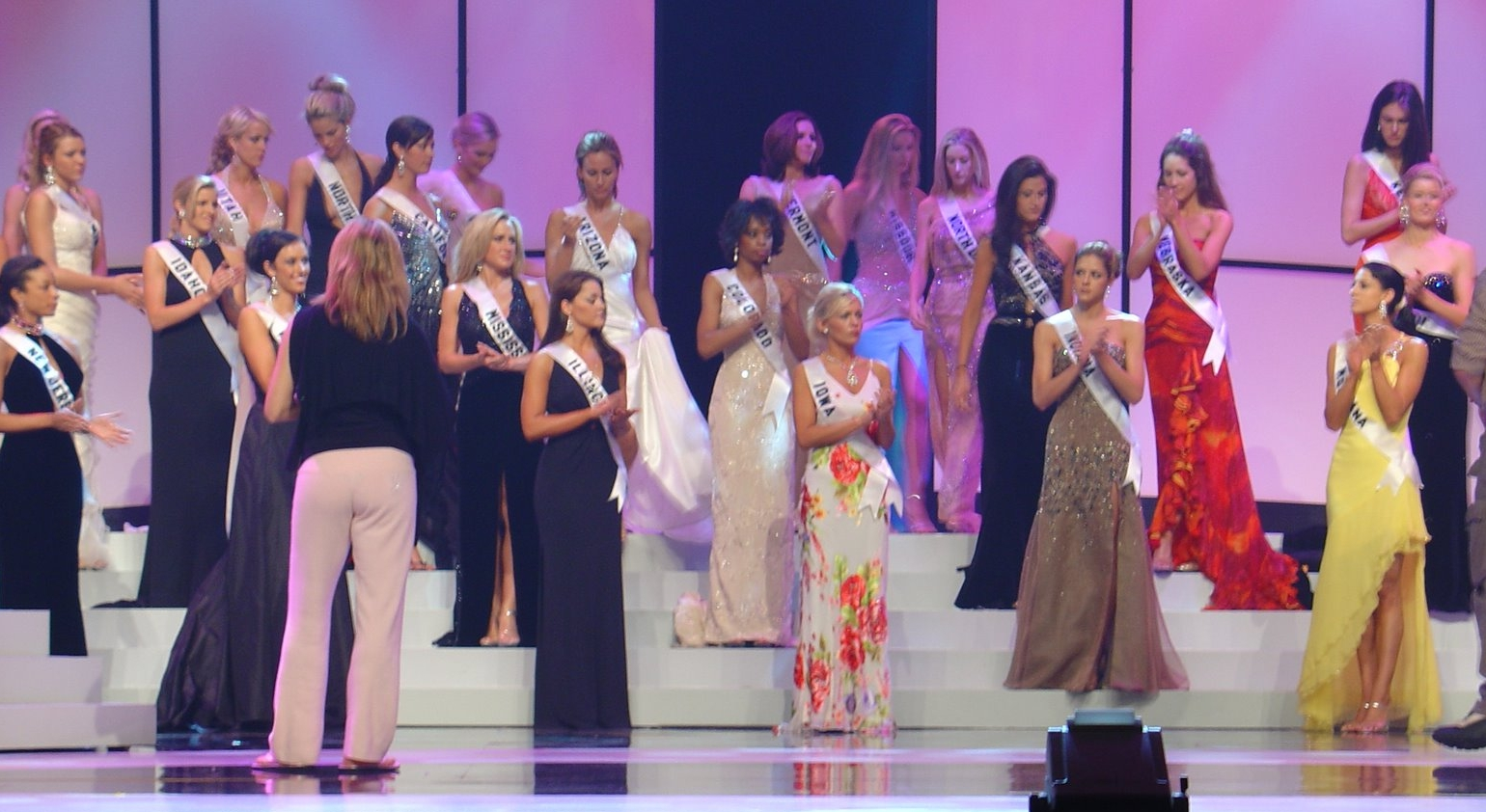
Candidatas de Miss USA durante los ensayos

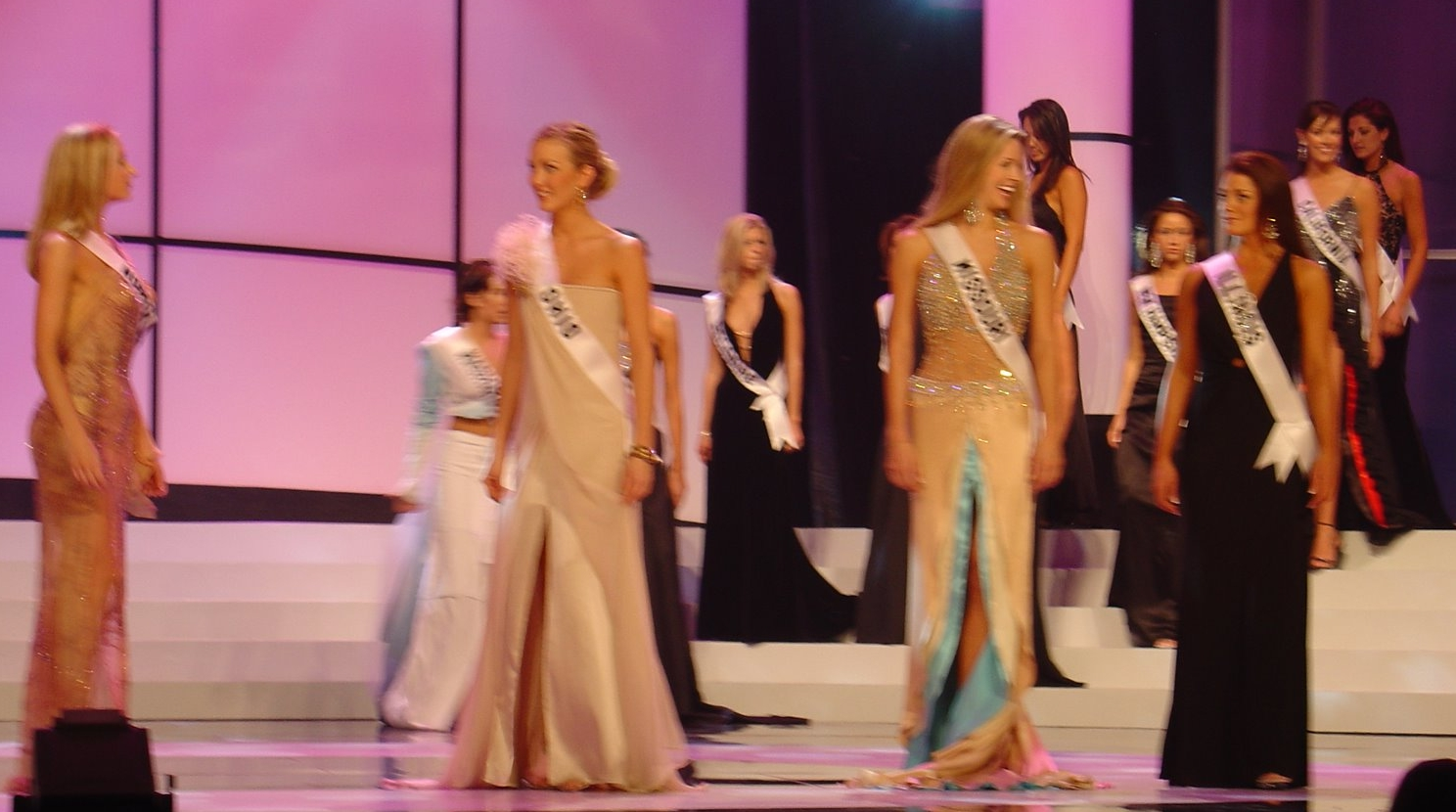
Candidatas de Miss USA durante los ensayos

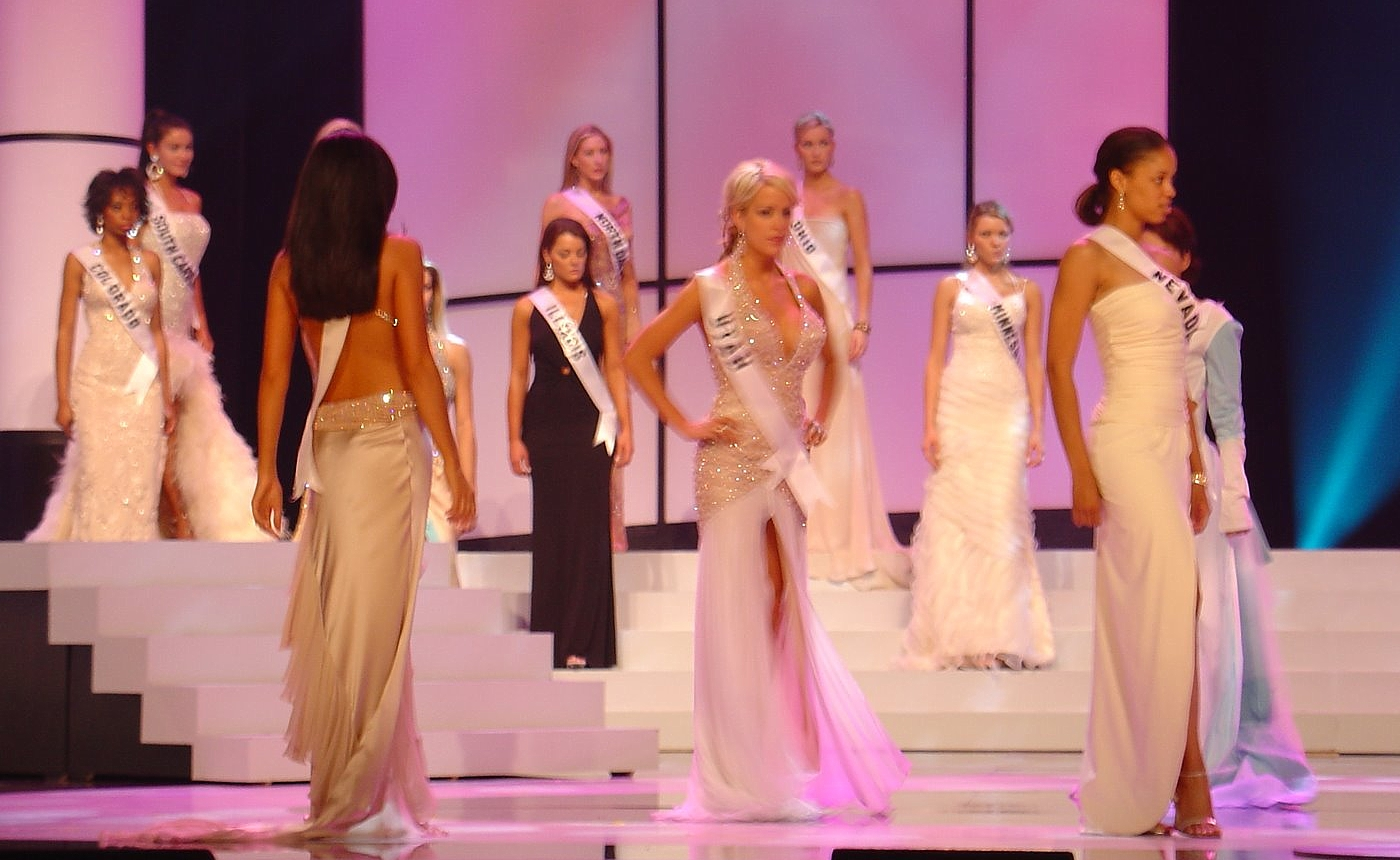
Candidatas de Miss USA durante los ensayos

## Notas de las concursantes

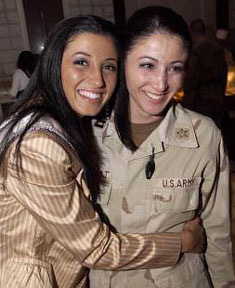
Miss New York USA 2004 Jaclyn Nesheiwat (izquierda) visitó las tropas en Irak en marzo de 2004. Mientras que en Bagdad, se encontró con su hermana, Army Capt. Julie Nesheiwat (derecha)